# Echinocucumis paratypica
Echinocucumis paratypica is een zeekomkommer uit de familie Ypsilothuriidae.
De wetenschappelijke naam van de soort werd in 1935 gepubliceerd door Hubert Ludwig & Svend Geisler Heding.